# Kendrick Brothers
Kendrick Brothers é uma empresa de produção cinematográfica de filmes relacionados com  cristianismo evangélico. A sede está localizada em Albany (Geórgia), nos Estados Unidos.

## História
Kendrick Brothers foi fundada em 2013 em Albany (Geórgia) por Alex Kendrick, Stephen Kendrick e Shannon Kendrick, cineastas da Sherwood Pictures. Em 2015, a empresa lançou seu primeiro filme  War Room. Em 2019, ela lançou  Mais que Vencedores.